# Sándorfalva
Sándorfalva − miasto na Węgrzech, w komitacie Csongrád, w powiecie segedyńskim.